# 降霊術師の帝国
『降霊術師の帝国』（こうれいじゅつしのていこく、原題：英: The Empire of the Necromsncers）は、アメリカ合衆国のホラー小説家クラーク・アシュトン・スミスによる短編小説。『ウィアード・テールズ』1932年9月号に掲載された。
単行本『魔術師の帝国』の表題作となっている。
ゾティークシリーズの第1号短編である。冒頭で、ゾティークのなりたちについて簡単な説明があり、海底から隆起した終末大陸であると述べられている。

## あらすじ
暗澹たるナートの島から、降霊術師の2人組・ムマトゥムオルとソドスマが、ティナラスの国にやって来た。ティナラスでは死が聖なるものとみなされており、墓の者を冒涜する彼らの術は激怒を買い、追い出される。そこで2人は、不毛の砂漠地帯キンコルへと向かう。
キンコルは疫病で人々が死に絶えており、今や骨やミイラしかない。道中、馬と騎手の骸骨を見つけた2人は、降霊術で蘇らせて仕えさせ、さながら冒険を求めて遊歴する皇帝のように、砂漠を往く。死体に出くわすたびに妖術を振るっていたので、進むうちに行列の人数は増えて行く。やがて旧首都イェトゥリュレオムに到着すると、大量の墓や埋葬地を見つけた降霊術師たちは、それら全てを蘇らせる。王家のミイラさえも隷属させ、2人は死者の国で皇帝として君臨する。
皇帝2人は圧政に溺れ、怠惰に肥え太ってゆく。死者たちは皇帝の命に黙々と従っていたが、死せる者の陰鬱な思考のもとに、死の微睡みに戻りたいと切望していた。しかしあるとき、最も若い皇帝イッレイロが自我を取り戻す。イッレイロは、父祖や臣民が哀れにもまがいものの生に囚われ支配されていることに憤りを覚え、叛乱の計画を練っていた。そして降霊術師2人が眠り込んでいる隙を見たイッレイロは、初代皇帝ヘスタイヨンに相談を持ち掛ける。
ヘスタイヨンとイッレイロは宮殿地下の最奥に降り、予言の真鍮板を読む。真鍮板には、キンコルが降霊術師の支配から解放されて死の安寧を勝ち取るために、やらねばならない諸事が記されていた。ヘスタイヨンは、真鍮板の予言に従い、眠る2人の首を刎ね、死骸を四つ斬りにする。続いて降霊術師たちの死体に呪いをかけて、地下迷宮へと落とす。キンコルの王族と民は、再び忘却の死を手に入れた。偽りの皇帝たち2人は、死の安らぎもなく、迷宮で鎖された扉を探して永遠にさまよっていると伝説されている。

## 主な登場人物
- ムマトゥムオル - 降霊術師。
- ソドスマ - 降霊術師。わずかに年長。
- ヘスタイヨン - ニムボス朝の初代皇帝。生前は大魔道士で、降霊術の知識も持っていたが忌むべき術であるため用いたことはない。ミイラが蘇生させられ、囚われた思考で、君主権を2人の降霊術師に譲り渡す。
- イッレイロ - 200年前に疫病で死んだ、最後の皇帝。ミイラが蘇生させられるが、自我を取り戻す。

## 収録
- 『ゾティーク幻妖怪異譚』創元推理文庫、大瀧啓裕訳、「降霊術師の帝国」
- 『魔術師の帝国1 ゾシーク篇』ナイトランド叢書、荒俣宏訳、「魔術師の帝国」
- 『リトルウィアード』『妖蛆の王国』綺想社（私家版）、荒俣宏訳、「魔術師の帝国」